# Ouvrage de Plan-Caval
L'ouvrage de Plan-Caval, ou du Plan-Caval, est une fortification faisant partie de la ligne Maginot, située sur la commune de Breil-sur-Roya, à la limite de celle de Saorge, dans le département des Alpes-Maritimes.
Il s'agit d'un gros ouvrage, mais le chantier a été lancé si tardivement que seuls les trois blocs d'infanterie sont presque terminés quand les travaux sont interrompus en juin 1940 : une casemate pour deux canons, une tourelle pour deux mortiers, l'entrée ainsi que les installations souterraines sont seulement ébauchées.

## Description

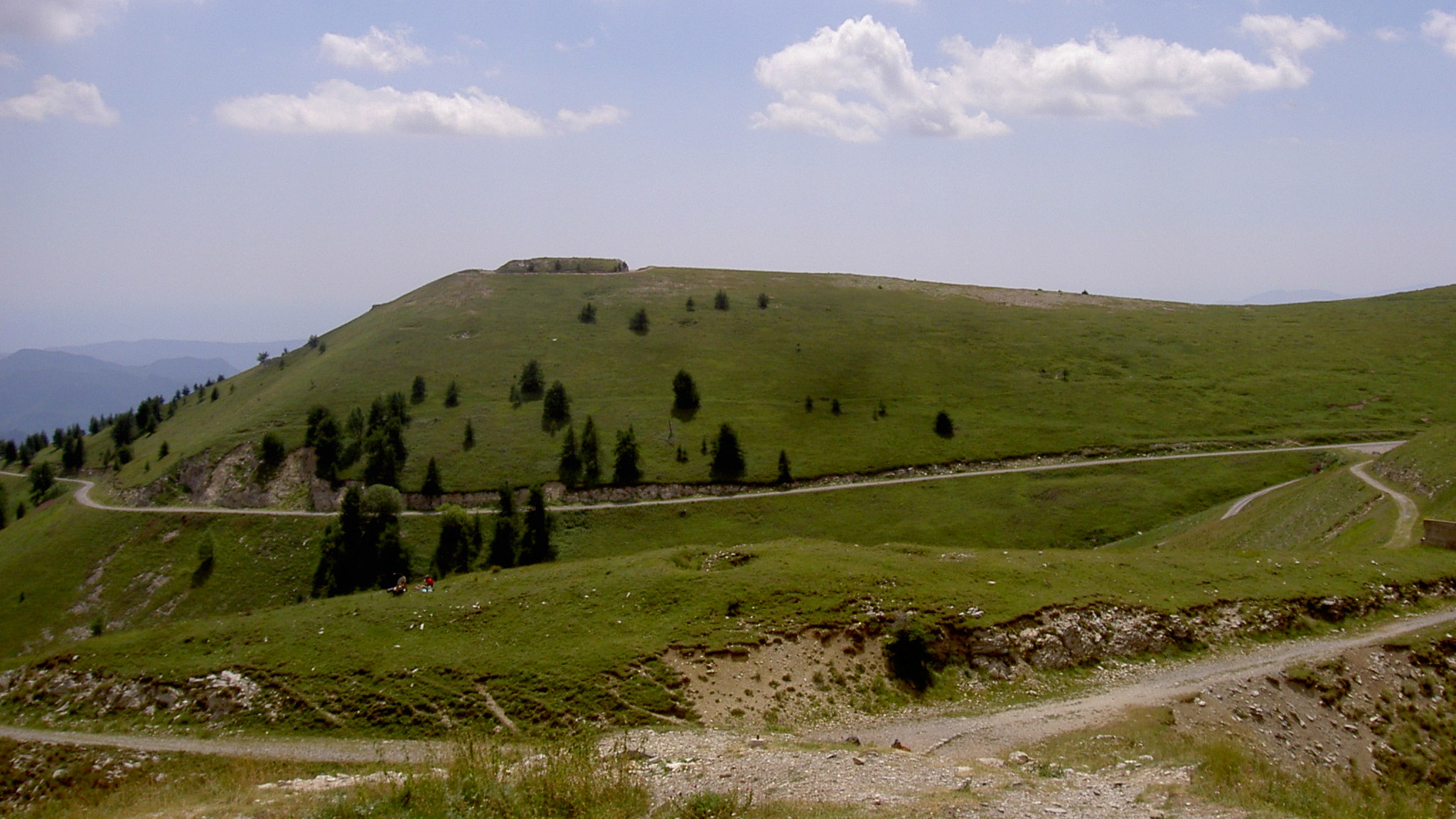
Vue de la route d'accès, avec le fort de la Forca sur le sommet.

L'ouvrage se trouve sur un replat à l'est du massif de l'Authion, à 1 932 mètres d'altitude. À proximité, sur les autres sommets du massif se trouvent trois vieilles fortifications datant de l'extrême fin du XIXe siècle (du Séré de Rivières tardif) :
- la redoute des Trois-Communes (datant de 1897-1900 : 44° 00′ 04″ N, 7° 25′ 59″ E, à 2 080 mètres d'altitude) ;
- le fort de La Forca (datant de 1889-1891 : 43° 59′ 44″ N, 7° 25′ 47″ E, à 2 078 m d'altitude) ;
- le fort des Mille-Fourches (datant de 1889-1891 : 43° 59′ 31″ N, 7° 26′ 03″ E, à 2 042 m d'altitude).

L'ensemble du massif est accessible par une route (l'actuelle D 68) partant du col de Turini.

### Position sur la ligne
Les fortifications françaises construites le long des frontières orientales de la mer du Nord jusqu'à la mer Méditerranée dans les années 1930, surnommées la « ligne Maginot », étaient organisées en 24 secteurs, eux-mêmes subdivisés hiérarchiquement en plusieurs sous-secteurs et quartiers. L'ouvrage de Plan-Caval se trouvait dans le secteur fortifié des Alpes-Maritimes (SFAM), plus précisément dans le sous-secteur de l'Authion, qui porte le nom du massif montagneux séparant les vallées de la Vésubie et de la Roya. La frontière franco-italienne était à l'époque à seulement 5,8 kilomètres au nord de Plan Caval (passant par la cime du Diable) : la vallée des Merveilles et Tende sont italiennes jusqu'au traité de Paris de 1947.
La mission de l'ouvrage était de participer à la continuité des tirs le long de la ligne de résistance, non seulement avec ses mitrailleuses, assurant le flanquement d'infanterie au nord-ouest vers la redoute de la Pointe-des-Trois-Communes et au sud-est vers le petit ouvrage de La Béole, mais aussi avec son artillerie (jamais installée) pour remplir partiellement le vide entre les gros ouvrages de Flaut et du Monte-Grosso.
La position autour de l'ouvrage est complétée par plusieurs petits blockhaus et quelques tranchées, entourant les restes d'un vieux casernement en ruines datant de la fin du XIXe siècle.

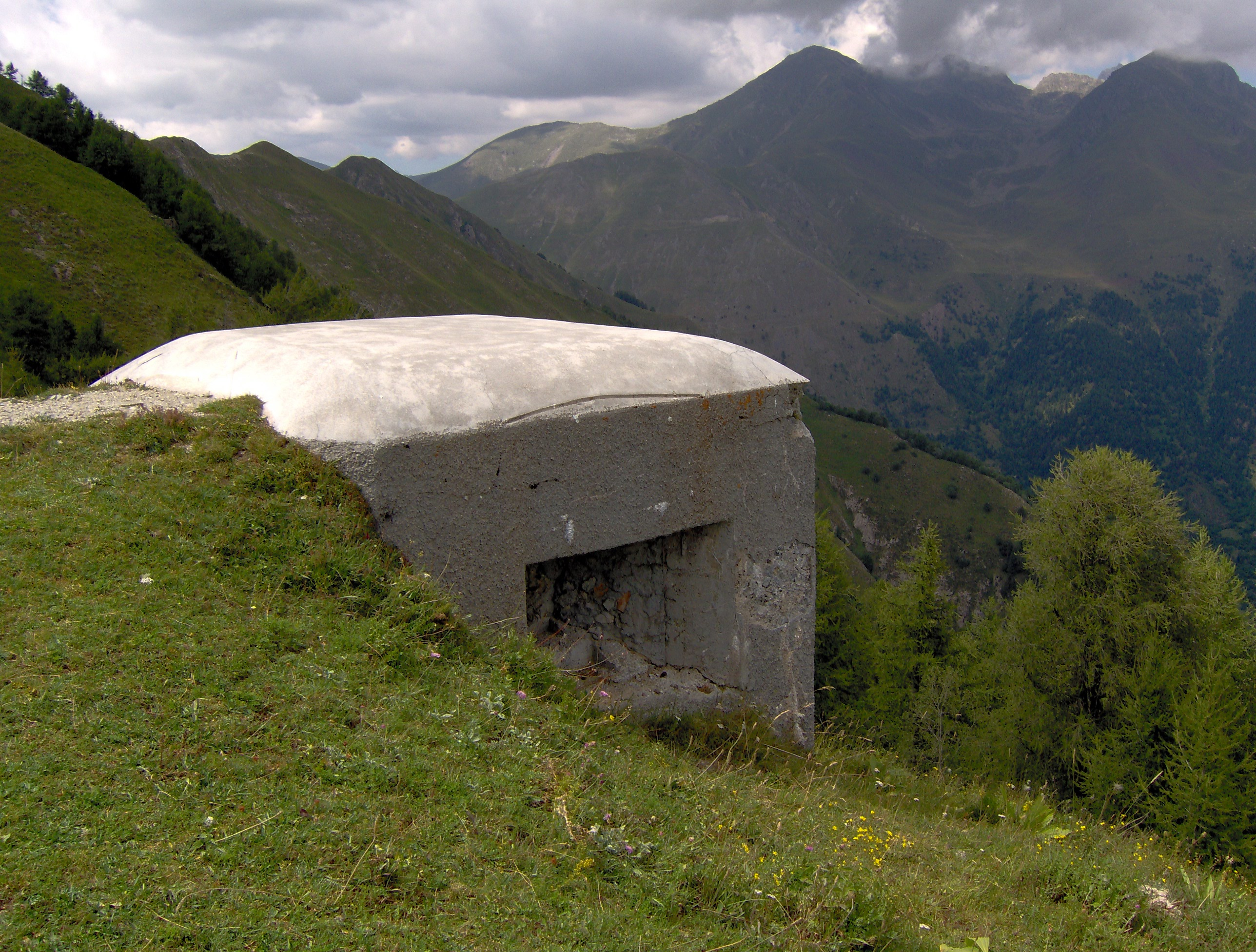
Un des petits blockhaus, construit en bordure du plateau.
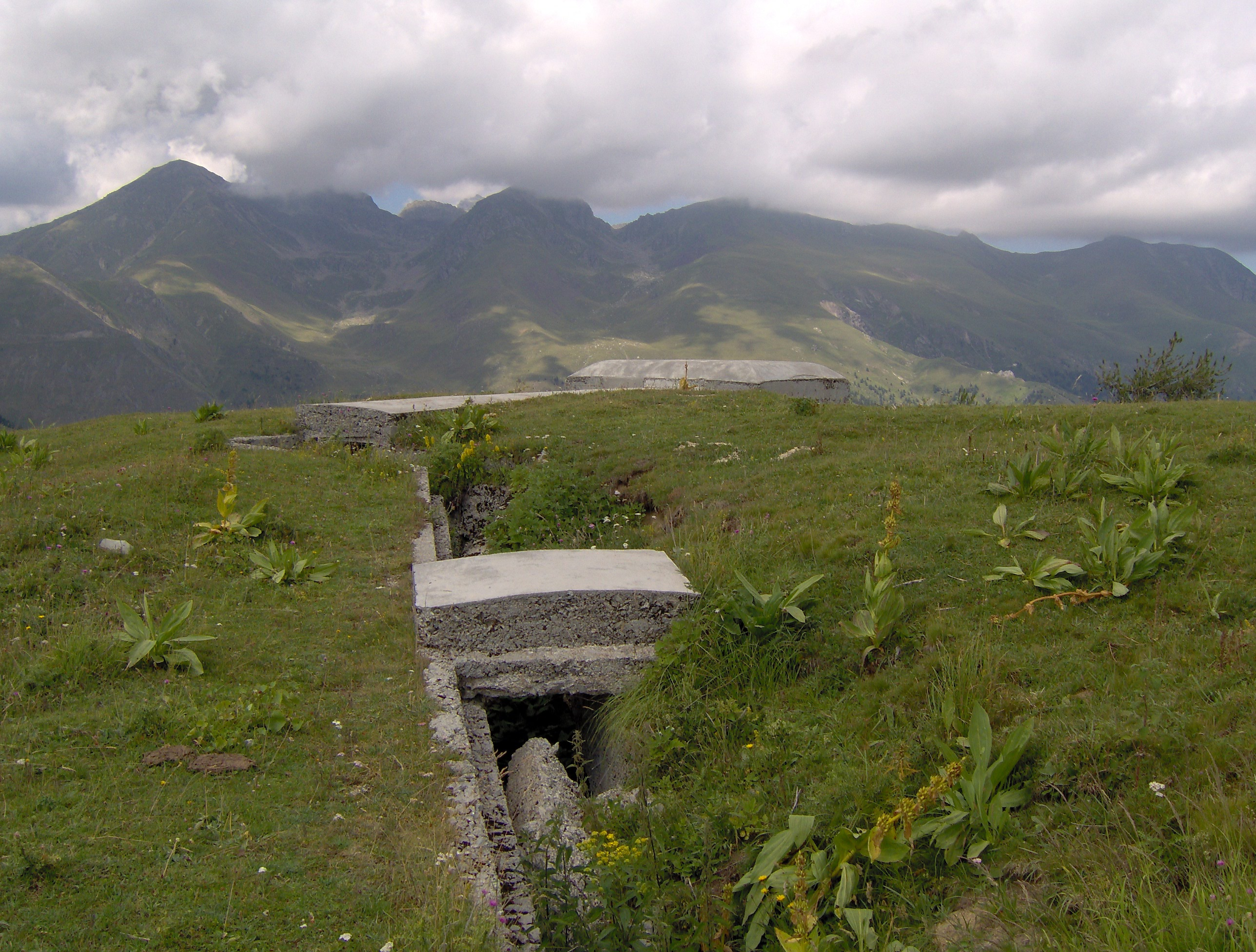
Tranchée bétonnée menant au blockhaus.

### Souterrains
Comme tous les autres ouvrages de la ligne Maginot, celui de Plan-Caval est conçu pour résister à un bombardement d'obus de gros calibre. Les organes de soutien devaient donc être aménagés en souterrain, creusés sous plusieurs mètres de roche, tandis que les organes de combat, dispersés en surface sous forme de blocs, sont protégés par d'épais cuirassements en acier et des couches de béton armé (recouvert de cailloux pour améliorer le camouflage).
Seule une partie des galeries voûtées a été creusée, à différents stades d'avancement : une portion a été maçonnée, le radier pas partout coulé, mais le chantier s'arrête un peu plus loin, la roche. à nu avec les étais de soutènement en bois encore en place. Le casernement n'a pas été installé, ni l'usine électrique (où devaient être installés des groupes électrogènes). Deux puits de service (au-dessus du casernement) et une galerie d'évacuation des déblais (près du bloc 4) ont été comblés hâtivement avant les combats de juin 1940.

### Blocs
Sur les six blocs mis en chantier, seulement trois sont terminés en juin 1940 : il s'agit des trois petits blocs (nos 4, 5 et 6) se trouvant à l'extrémité orientale de l'ouvrage, mais sans la totalité de leurs trémies blindées étanches ni leur système de ventilation. Ces trois blocs sont reliés entre eux par les galeries souterraines, qui se connectent aux blocs par des puits.
Pour les blocs 1 (l'entrée mixte) et 2 (la casemate pour deux canons-mortiers de 75 mm modèle 1931), seules les fouilles ont été commencées en 1939. Le bloc 3 a été bétonné pendant l'été 1939 (en protection no 4), mais la tourelle pour deux mortiers de 81 mm n'a jamais été livrée.
Le bloc 4 se trouve au sud-est ; il a été coulé (en protection no 2) dès l'été 1938, juste après approbation de l'ouvrage. Il a un créneau pour jumelage de mitrailleuses (tirant vers la Maglia) et deux créneaux pour fusil-mitrailleur, la façade défendue par un fossé diamant où débouche une goulotte lance-grenades et une sortie de secours, le tout surmonté d'une cloche pour jumelage de mitrailleuses (tirant vers l'ouvrage de La Béole).
Le bloc 5 est un observatoire, lui aussi coulé en priorité lors de l'été 1938, comportant une cloche GFM (pour guetteur et fusil mitrailleur, armé en plus d'un mortier de 50 mm) à cinq créneaux. Cette cloche était équipée d'un périscope J 2 et d'un bloc de jumelles D, avec comme indicatif O 64 (cet observatoire était rattaché au PC artillerie de l'ouvrage du Monte-Grosso).
Le gros œuvre du bloc 6 a lui aussi été coulé (en protection no 2) dès l'été 1938, au nord-est de l'ouvrage. Cette petite casemate a deux créneaux pour jumelage de mitrailleuses, l'un tirant frontalement vers le nord-est et la chapelle Saint-Clair et l'autre flanquant au nord-ouest vers la redoute de la Pointe-des Trois-Communes.

### Armement
Seul l'armement d'infanterie a été installé. Les mitrailleuses et fusils mitrailleurs de l'ouvrage étaient chacun protégé par une trémie blindée et étanche (pour la protection contre les gaz de combat). Ils tirent la même cartouche de 7,5 mm à balle lourde (modèle 1933 D de 12,35 g au lieu de 9 g pour la modèle 1929 C).
Les mitrailleuses étaient des MAC modèle 1931 F, montées en jumelage (JM) pour pouvoir tirer alternativement, permettant le refroidissement des tubes. La portée maximale avec cette balle (Vo = 694 m/s) est théoriquement de 4 900 mètres (sous un angle de 45°, mais la trémie limite le pointage en élévation à 15°), la hausse est graduée jusqu'à 2 400 mètres et la portée utile est plutôt de 1 200 mètres. Les chargeurs circulaires pour cette mitrailleuse sont de 150 cartouches chacun, avec un stock de 50 000 cartouches pour chaque jumelage. La cadence de tir théorique est de 750 coups par minute, mais elle est limitée à 450 (tir de barrage, avec trois chargeurs en une minute), 150 (tir de neutralisation et d'interdiction, un chargeur par minute) ou 50 coups par minute (tir de harcèlement, le tiers d'un chargeur). Le refroidissement des tubes est accéléré par un pulvérisateur à eau ou par immersion dans un bac.
Les fusils mitrailleurs (FM) étaient des MAC modèle 1924/1929 D, dont la portée maximale est de 3 000 mètres, avec une portée pratique de l'ordre de 600 mètres. L'alimentation du FM se fait par chargeurs droits de 25 cartouches, avec un stock de 7 000 par FM de casemate et 1 000 pour un FM de porte. La cadence de tir maximale est de 500 coups par minute, mais elle est normalement de 200 à 140 coups par minute,.

## Histoire
Le massif de l'Authion avait déjà été fortifié à la fin du XIXe siècle, comme complément tardif au système Séré de Rivières.

### Construction
En 1927, les discours de Benito Mussolini réclamant le rattachement de Nice, de la Savoie et de la Corse, ainsi que des incidents de frontière, ont pour conséquences le retour des garnisons françaises dans les anciens forts de haute montagne, puis en 1928 le début de la construction de nouvelles fortifications : la ligne Maginot. Une puissante fortification, appelée l'ouvrage de l'Arboin, est prévu sur le massif de l'Authion. Mais si les premiers travaux ont commencé dès 1928 à Rimplas, les moyens financiers sont réduits, limitant les réalisations.
En 1931, le 3e bureau de l'État-Major de l'Armée accepte le principe de la réalisation d'une partie seulement des fortifications prévues. En conséquence, la Commission d'organisation des régions fortifiées (CORF) ordonne la réalisation d'un programme restreint : la construction de l'ouvrage de l'Arboin (comprenant trois tourelles d'artillerie) est repoussé en seconde urgence. En 1933, le projet de l'Arboin est abandonné, remplacé par un nouveau projet d'ouvrage sur la pointe des Trois-Communes. En 1937, ce projet devient celui de l'ouvrage de Plan-Caval. Le financement n'est affecté qu'en 1938, en récupérant une tourelle, deux canons, des cloches et des trémies dans les stocks pour faire quelques économies.
À cause de l'altitude, les travaux ne sont possibles que pendant la saison estivale. Le chantier commence dès 1938 avant même l'arrêt des plans définitifs de l'ouvrage. Il est partiellement complété pendant la saison 1939, mais tout est arrêté en 1940 à cause des combats.

### Combats de 1940
Le royaume d'Italie déclare la guerre à la République française et au Royaume-Uni le 10 juin 1940. Le mauvais temps et l'enneigement tardif retardent l'attaque quelques jours ; les opérations commencent le 14 juin, avec le franchissement des différents points de passage frontaliers.
La garnison française évacue l'ouvrage pendant les premiers jours de juillet, la partie alpine de la ligne Maginot se trouvant intégralement dans la zone démilitarisée en avant de la petite zone d'occupation italienne.

### Occupation et libération
En novembre 1942, l'occupation italienne s'étend jusqu'au Rhône (invasion de la zone libre), puis le 8 septembre 1943 les troupes allemandes remplacent celles italiennes (conséquence de l'armistice de Cassibile). Après le débarquement de Provence, les troupes allemandes se retranchent en montagne pour défendre le Nord de l'Italie, notamment sur l'Authion. Les troupes françaises donnent l'assaut à l'ouvrage le 12 avril 1945 : des impacts de balles perforantes et d'obus de 37 mm des chars légers sont encore visibles sur la cloche du bloc 5. La garnison allemande évacue en soirée vers la Béole.